# كلاوديو سولسر
كلاوديو سولسر (بالإنجليزية: Claudio Sulser)‏ (من مواليد 8 أكتوبر 1955 بمدينة لوغانو، سويسرا) هو لاعب كرة قدم سويسري سابق في مركز الهجوم. لعب طوال مسيرته الكروية في دوري السوبر السويسري، ولعب دورا مهماً مع نادي غراسهوبر زيوريخ السويسري خلال سبعينات وثمانينات القرن الماضي. حيث فاز معهم بلقب الدوري ولقب الهداف كذلك.
فاز في موسم 1978–79 بلقب هداف دوري أبطال أوروبا مع نادي غراسهوبر زيوريخ، حيث سجل 11 هدف كان كفيلة بوصول الفريق إلى دور ربع النهائي.

## روابط خارجية
- كلاوديو سولسر على موقع الاتحاد الأوربي (الإنجليزية)
- كلاوديو سولسر على موقع قاعدة بيانات كرة القدم.إي يو (الإنجليزية)
- كلاوديو سولسر على موقع ناشيونال فوتبول تيمز (الإنجليزية)
- كلاوديو سولسر على موقع عالم كرة القدم.نت (الإنجليزية)